# Publio Sulpicio Scribonio Rufo
Publio Sulpicio Scribonio Rufo (in latino: Publius Sulpicius Scribonius Rufus; 15 circa – Grecia, 67) è stato un magistrato, senatore e militare romano, console dell'Impero romano.

## Biografia
Di famiglia con ogni probabilità italica, i due fratelli quasi coetanei e strettamente legati Rufo e Publio Sulpicio Scribonio Proculo erano verisimilmente figli di Scribonio Proculo, senatore che odiava Caligola e che, nel 40, fu fatto a pezzi dai suoi colleghi senatori su istigazione del liberto imperiale Protogene, ma furono adottati da un Publio Sulpicio; questa rete familiare presumibilmente li connetteva a Publio Sulpicio Quirinio (console ordinario del 12 a.C.), ai patrizi Sulpicii Camerini (due dei quali, il console suffetto del 46 Quinto Sulpicio Camerino e il figlio, furono uccisi da Nerone in Grecia poco dopo Rufo e Proculo) e alla illustrissima famiglia di ascendenza pompeana degli Scribonii Libones (imparentati con i Licinii Crassi e la stessa famiglia imperiale).
Degli inizi di carriera di Rufo non molto è noto: il primo incarico conosciuto è direttamente il suo consolato suffetto, ricoperto insieme al fratello Proculo nei mesi di settembre e ottobre del 56.
In seguito, nel 58, i due fratelli si vedono traslato l'incarico di sedare una sedizione dei cittadini di Puteoli su preghiera dell'anziano consolare Gaio Cassio Longino (console ordinario del 30): l'aggiunta di una coorte pretoria al contingente permise il rapido ristabilimento della concordia.
È possibile che, in data ignota dopo il consolato, Rufo fosse stato curator quando il fratello Proculo fu curator aedium sacrarum operumque publicorum.
Successivamente, almeno dal 63 e forse sin dal 60 fino al 67, Rufo fu legatus Augusti pro praetore del distretto militare di Germania inferiore, mentre al fratello Proculo venne affidato il vicino distretto di Germania superiore: nel 66 è attestato il completamento di lavori pubblici, forse le mura cittadine, nella capitale del distretto, Colonia Claudia Ara Agrippinensium.
Rimane incerto, poi, se sia lui o Lucio Verginio Rufo (console ordinario del 63) l'ex controllore delle finanze pubbliche di Smirne (forse come legato del proconsole d'Asia) e poi governatore di Germania che, secondo Filostrato, accusò presso Nerone il retore smirneo Niceta Sacerdote, dal quale però fu tanto commosso da assolverlo.
Nel 67 (forse nell'inverno tra 66 e 67), i due fratelli Rufo e Proculo furono chiamati da Nerone dalla Germania in Grecia: i due obbedirono tranquillamente probabilmente perché era noto che Nerone, preso dai preparativi per spedizioni militari in Etiopia e nel Caucaso, stava cercando comandanti militari esperti. Tuttavia, ricoperti di contumelie e senza avere la possibilità di difendersi o anche solo di presentarsi al cospetto di Nerone, i fratelli si suicidarono tagliandosi le vene: le accuse, nel contesto delle condanne neroniane di possibili capaces imperii di quegli anni, furono portate dal console suffetto del 66 Gaio Paccio Africano e forse da Lucio Giunio Quinto Vibio Crispo (console suffetto del 61).